# 阜安街道
阜安街道是中国山东省青岛市胶州市下辖的一个街道。

## 行政区划
阜安街道下辖北岭社区、茶庵社区、大同社区、浮萍社区、阜北社区、阳光丽景社区、胡家庄社区、南坦社区、挪庄社区、七公司水寨社区、设计院社区、胜利社区、市府社区、市南社区、市委社区、水寨社区、太平地社区、铁三局社区、向阳社区、新立街社区、袁家巷社区、云溪社区、东五里堆村、高家庄村、涝洼村、孙家岭村村、西五里堆村、赵家园村、朱家庄村、邹家洼村、南坦村村、胜利村。

## 人口
2010年中国第六次人口普查时，阜安街道共有人口92754人。共有家庭32526户，平均每户2.73人。14岁以下的少年儿童共14939人，占总人口16.10%；15-64岁人口共69898人，占总人口75.35%；65岁及以上的老年人共7917人，占总人口的8.535%。男性共计45427人，占总人口48.97%；女性共计47327，占总人口51.02%。本地居住的人口中，拥有本地户籍的人口为56279人，占60.67%。